# KSC Blankenberge
Maillots
Dernière mise à jour : 3 août 2017.
Le Koninklijke Sporting Club Blankenberge (ou K. SC Blankenberge) est un club de football belge parmi les plus anciens encore en activité. Il est localisé dans la ville de Blankenberge en Flandre-Occidentale, sur le littoral. Il porte le matricule 48, et ses couleurs sont le rouge et le noir.
Fondé en 1907, sous le nom de Sporting Blankenberghe, ce club prend son appellation actuelle à la suite d'une fusion en 2000 avec son voisin du Daring Club Blankenberge. Le « SV » jouait en rouge et blanc et le « Daring » en noir et blanc, le club fusionné opte pour le rouge et noir.
Pendant de longues années avant cette fusion, le club porteur du matricule 48 est familièrement appelé « Sport Blankenberge » ou simplement «'t Sport ».
Il évolue en première provinciale lors de la saison 2017-2018. Au cours de son Histoire, il a évolué durant 26 saisons en séries nationales, dont 5 au deuxième niveau. Depuis la fusion, le club n'a disputé qu'une seule saison dans les séries nationales.

## Historique
Le Sporting Blankenberge est créé en 1907, et s'affilie deux ans plus tard à l'Union Belge de football. Le club démarre dans les séries régionales, puis provinciales, dont il s'extrait pour la première fois en 1923, rejoignant ainsi la Promotion, alors le second niveau national. L'expérience dure deux saisons, puis le club est relégué vers les séries provinciales. Durant sa première saison en nationales, le club adapte son nom en Sportvereniging Blankenberge. Ce changement correspond à la modification des statuts du club, qui devient une association sportive, ayant pour objectif de développer et d'acquérir des terrains pour le club de football.
Après une saison en provinciales, le club remonte en Promotion en 1926, désormais le troisième niveau national. Il est accompagné par le Daring Club Blankenberge, un autre club de la localité fondé en 1921. En décembre de la même année, il reçoit le matricule 48. Après cinq saisons, le club termine dernier de sa série de Promotion, mais grâce à la réforme des compétitions décidée par la Fédération (ajout d'une série supplémentaire aux deuxième et troisième niveaux), il n'y a aucun relégué en cette fin de saison. Un an plus tard, le club décroche le titre de champion de Promotion et rejoint la Division 1. Toujours en 1932, le club est reconnu « Société Royale » pour ses 25 années d'existence, et adapte son appellation officielle en Koninklijke Sportvereniging Blankenberge, abrégé en KSV Blankenberge.

Ancien logo du KSV Blankenberge

Le club réalise deux bonnes premières saisons dans l'anti-chambre de l'élite nationale, obtenant une sixième place en 1934, le meilleur classement de son Histoire. Mais la saison suivante, le club termine avant-dernier et est relégué vers la Promotion. Deux ans plus tard, il termine à nouveau à une place de relégable et doit retourner en provinciales après onze saisons consécutives dans les divisions nationales.
En 1957, le club célèbre son cinquantenaire par un retour en nationales, vingt ans après les avoir quittées. La Promotion est devenue le quatrième niveau national depuis cinq ans. Le club s'installe dans le haut du tableau plusieurs saisons durant, terminant notamment vice-champion en 1959, à deux points du vainqueur, l'US Centre. Jusqu'en 1965, le KSV Blankenberge obtient des résultats honorables, terminant toujours en milieu de classement. Par la suite, le club doit lutter le plus souvent pour son maintien. Il y parvient jusqu'en 1969, mais une antépénultième place le condamne à retourner vers les séries provinciales.
Le club s'enlise dans les divisions provinciales jusqu'à la fin du siècle. En 2000, une fusion a lieu entre les deux clubs de Blankenberge, le « KSV » et le « Daring », porteur du matricule 146. Ce dernier venait d'assurer son maintien en Promotion, pour sa première saison en nationales depuis soixante ans. Le club fusionné se baptise Koninklijke Sporting Club Blankenberge, et conserve le matricule 48 du KSV, celui du Daring étant radié des listes de l'URBSFA. Le club fusionné prend la place du Daring en Promotion, mais il en est relégué après une seule saison. Depuis lors, il n'a plus jamais quitté les séries provinciales.

## Résultats dans les divisions nationales
Statistiques mises à jour au 24 juin 2013

### Palmarès
- 1 fois champion de Belgique de Division 3 en 1932.

### Bilan
| Niv | Divisions     | Jouées | Titres | TM Up | TM Down |
| --- | ------------- | ------ | ------ | ----- | ------- |
| I   | 1re nationale | 0      | 0      |       |         |
| II  | 2e nationale  | 5      | 0      |       |         |
| III | 3e nationale  | 8      | 1      |       |         |
| IV  | 4e nationale  | 13     | 0      |       |         |
| V   | 5e nationale  | 0      | 0      |       |         |
|     |               |        |        |       |         |
|     | TOTAUX        | 26     | 1      | 0     | 0       |

- TM Up : test-match pour départager des égalités, ou toutes formes de Barrages ou de Tour final pour une montée éventuelle.
- TM Down : test-match pour départager des égalités, ou toutes formes de Barrages ou de Tour final pour le maintien.

### Classement saison par saison
| Ordre                               | Saison  | Nom du club        | Niveau                  | Classement final | Remarques          |
| ----------------------------------- | ------- | ------------------ | ----------------------- | ---------------- | ------------------ |
| 1                                   | 1923-24 | SV Blankenberge    | Promotion (D2) série B  | 8e/14            |                    |
| 2                                   | 1924-25 | SV Blankenberge    | Promotion (D2) série B  | 12e/14           | Relégué!           |
| séries régionales                   |         |                    |                         |                  |                    |
| 3                                   | 1926-27 | SV Blankenberge    | Promotion (D3) série A  | 7e/14            |                    |
| 4                                   | 1927-28 | SV Blankenberge    | Promotion (D3) série A  | 8e/14            |                    |
| 5                                   | 1928-29 | SV Blankenberge    | Promotion (D3) série A  | 5e/14            |                    |
| 6                                   | 1929-30 | SV Blankenberge    | Promotion (D3) série A  | 10e/14           |                    |
| 7                                   | 1930-31 | SV Blankenberge    | Promotion (D3) série A  | 14e/14           | [ saisons 1 ]      |
| 8                                   | 1931-32 | SV Blankenberge    | Promotion (D3) série A  | 1er/14           | Champion et promu! |
| 9                                   | 1932-33 | K. SV Blankenberge | Division 1 (D2) série A | 8e/14            |                    |
| 10                                  | 1933-34 | K. SV Blankenberge | Division 1 (D2) série A | 6e/14            |                    |
| 11                                  | 1934-35 | K. SV Blankenberge | Division 1 (D2) série A | 13e/14           | Relégué!           |
| 12                                  | 1935-36 | K. SV Blankenberge | Promotion (D3) série D  | 11e/14           |                    |
| 13                                  | 1936-37 | K. SV Blankenberge | Promotion (D3) série D  | 12e/14           | Relégué!           |
| séries régionales puis provinciales |         |                    |                         |                  |                    |
| 14                                  | 1957-58 | K. SV Blankenberge | Promotion série A       | 6e/16            |                    |
| 15                                  | 1958-59 | K. SV Blankenberge | Promotion série B       | 2e/16            |                    |
| 16                                  | 1959-60 | K. SV Blankenberge | Promotion série C       | 5e/16            |                    |
| 17                                  | 1960-61 | K. SV Blankenberge | Promotion série D       | 3e/16            |                    |
| 18                                  | 1961-62 | K. SV Blankenberge | Promotion série A       | 7e/16            |                    |
| 19                                  | 1962-63 | K. SV Blankenberge | Promotion série D       | 11e/16           |                    |
| 20                                  | 1963-64 | K. SV Blankenberge | Promotion série A       | 6e/16            |                    |
| 21                                  | 1964-65 | K. SV Blankenberge | Promotion série B       | 7e/16            |                    |
| 22                                  | 1965-66 | K. SV Blankenberge | Promotion série D       | 13e/16           |                    |
| 23                                  | 1966-67 | K. SV Blankenberge | Promotion série B       | 7e/16            |                    |
| 24                                  | 1967-68 | K. SV Blankenberge | Promotion série A       | 11e/16           |                    |
| 25                                  | 1968-69 | K. SV Blankenberge | Promotion série A       | 14e/16           | Relégué!           |
| séries provinciales                 |         |                    |                         |                  |                    |
| 26                                  | 2000-01 | K. SC Blankenberge | Promotion série A       | 14e/14           | Relégué!           |
| séries provinciales                 |         |                    |                         |                  |                    |

## Anciens joueurs connus
- Kurt Soenens, ancien joueur du Cercle de Bruges pendant plus de 10 ans, deux fois finaliste de la Coupe de Belgique, joue à Blankenberge à la fin de sa carrière.